# Miguel Ángel Portugal
Miguel Ángel Portugal Vicario (Quintanilla de las Viñas, 28 novembre 1955) è un ex calciatore e allenatore di calcio spagnolo, di ruolo centrocampista.

## Carriera

### Giocatore
Cresciuto nelle giovanili del Burgos Club de Fútbol, esordì in Primera División il 3 aprile 1977, con la prima squadra, nella partita vinta per 3-0 contro l'Hércules, entrando in campo all'86' al posto di Miguel Navarro.
L'allenatore Marcel Domingo durante la stagione lo fece entrare in campo anche una settimana dopo, nel secondo tempo della partita vinta per 1-0 contro il Siviglia FC. Nella stagione 1978-1979, allenato da Arsenio Iglesias, collezionò 22 presenze e due reti, segnate contro Salamanca e Recreativo de Huelva. Alla fine del campionato, che vide il Burgos al tredicesimo posto in classifica, Portugal passò al Real Madrid di Vujadin Boškov. Esordì in campionato il 23 settembre 1979, nel derby vinto per 3-2 a Madrid contro il Barcellona, entrando in campo al 45' al posto del tedesco Ulrich Stielike. Sette giorni dopo, in occasione dell'incontro pareggiato per 1-1 in casa dell'Almería, fu schierato per l'unica volta da titolare in quel campionato, per poi essere sostituito da Francisco García Hernández al 55'. Nel campionato, vinto dalla sua squadra così come la Coppa di Spagna, collezionò altre cinque presenze e realizzò un gol, nella partita vinta per 7-0 contro i concittadini del Rayo Vallecano. Nella stagione 1980-1981 giocò sette partite senza mai segnare e non vinse nessun titolo. Il Real Madrid arrivò al secondo posto in campionato, dopo la Real Sociedad. Nella stagione 1981-1982 fu ceduto in prestito al Cadice. Esordì il 31 gennaio 1982 contro il Siviglia. Allenato da Dragoljub Milošević, il Cádiz Club de Fútbol retrocesse in Segunda División. Nella stagione 1982-1983 Portugal vestì per l'ultima volta la maglia del Real Madrid, collezionando 12 presenze senza gol sotto la guida di Alfredo Di Stéfano e raggiungendo un'altra volta il secondo posto in campionato. A fine stagione Portugal non lasciò la capitale spagnola, infatti giocò 15 partite con il Rayo Vallecano nella Segunda División spagnola 1983-1984. Portugal esordì il 22 gennaio 1984 giocando per 90' nella partita terminata a reti inviolate contro l'Algeciras. Allenato da Máximo Hernández e Antonio Ruiz, il Rayo Vallecano arrivò all'ultimo posto in classifica e retrocesse in Segunda B. Portugal passò quindi al CD Castellón in Segunda División. Esordì il 2 settembre 1984, giocando da titolare la prima partita di campionato allenato da Antonio Torres. Il 4 novembre segnò il primo gol stagionale, nella partita vinta per 2-1 contro il Tenerife. Segnò anche all'ultima giornata, in occasione della sconfitta per 3-1 contro l'Atlético de Madrid B. L'allenatore dei catalani fu sostituito a stagione in corso da Antal Dunai e Portugal fu utilizzato con meno frequenza. Nella stagione 1986-1987 giocò in Segunda B con il Real Burgos e nella stagione seguente tornò in massima serie nelle file del Real Valladolid di Vicente Cantatore. Sotto la guida dell'argentino collezionò tre presenze, giocando da titolare le prime due partite di campionato ed entrando in campo al posto di Fernando Hierro nel secondo tempo della partita persa per 2-0 a Valladolid contro il Sabadell. Portugal passò al Córdoba, in Segunda B, con cui giocò fino al definitivo ritiro avvenuto nel 1991.

### Allenatore

#### Esordi
Dopo il ritiro diventò direttore sportivo del Córdoba e studiò per diventare allenatore.
Iniziò ad allenare in Tercera División sulla panchina dell'Arandina Club de Fútbol. Successivamente allenò il Real Madrid C e il Real Madrid B, con cui arrivò vicino alla promozione in Segunda División.
Nella stagione 1999-2000 allenò il Toledo, in Segunda División, ma fu sostituito da José Gálvez dopo nove giornate di un campionato che si concluse con la retrocessione dei biancoverdi, ultimi in classifica.
Nella stagione 2003-2004, tornò al Córdoba, in Segunda División, per sostituire l'allenatore Fernando Castro Santos dopo nove giornate di campionato. Portugal venne a sua volta sostituito da Pedro Sánchez Pedraza a due giornate dalla fine del campionato, che vide gli andalusi evitare la retrocessione.
Nel 2005 prese il posto di Juan Ramón López Caro sulla panchina del Real Madrid B e guidò la squadra della capitale all'undicesimo posto in Segunda División.

#### Le esperienze in Primera División
Nel 2006 allenò per la prima volta una squadra della Primera División, venendo ingaggiato dal Racing de Santander. Portò i cantabrici al decimo posto ma non rimase a Santander nella stagione successiva, in cui Marcelino García Toral fu scelto come allenatore. Nel 2007 diventò segretario tecnico del Real Madrid e andò ad affiancare Predrag Mijatović. Fu criticato per aver portato al Real Madrid, in prestito dal West Ham, il francese Julien Faubert il quale non si rivelò un buon acquisto.
Tornò ad allenare nel 2009, quando sostituì Juan Carlos Mandiá sulla panchina del Racing Santander dopo dieci giornate di campionato, con la squadra al terzultimo posto. I cantabrici evitarono la retrocessione e Portugal fu confermato per la stagione successiva. Dopo 22 giornate di campionato, con la squadra al tredicesimo posto, fu sostituito da Marcelino García Toral.

#### Esperienza boliviana
Nella stagione 2012-2013, diventa il tecnico del Bolivar, una delle maggiori squadre della Bolivia.

## Statistiche

### Statistiche da allenatore

#### Club
Statistiche aggiornate al 13 luglio 2025.
| Stagione                | Squadra                 | Campionato              | Campionato | Campionato | Campionato | Campionato | Coppe nazionali | Coppe nazionali | Coppe nazionali | Coppe nazionali | Coppe nazionali | Coppe continentali | Coppe continentali | Coppe continentali | Coppe continentali | Coppe continentali | Altre coppe | Altre coppe | Altre coppe | Altre coppe | Altre coppe | Totale | Totale | Totale | Totale | % Vittorie | Piazzamento |
| Stagione                | Squadra                 | Comp                    | G          | V          | N          | P          | Comp            | G               | V               | N               | P               | Comp               | G                  | V                  | N                  | P                  | Comp        | G           | V           | N           | P           | G      | V      | N      | P      | %          | Piazzamento |
| ----------------------- | ----------------------- | ----------------------- | ---------- | ---------- | ---------- | ---------- | --------------- | --------------- | --------------- | --------------- | --------------- | ------------------ | ------------------ | ------------------ | ------------------ | ------------------ | ----------- | ----------- | ----------- | ----------- | ----------- | ------ | ------ | ------ | ------ | ---------- | ----------- |
| 1996-1997               | Arandina                | TD                      | 36         | 11         | 4          | 21         | -               | -               | -               | -               | -               | -                  | -                  | -                  | -                  | -                  | -           | -           | -           | -           | -           | 36     | 11     | 4      | 21     | 30,56      | 15°         |
| lug.-nov. 1997          | Real Madrid C           | TD                      | 10         | 5          | 4          | 1          | -               | -               | -               | -               | -               | -                  | -                  | -                  | -                  | -                  | -           | -           | -           | -           | -           | 10     | 5      | 4      | 1      | 50,00      | Sos.        |
| nov. 1997-1998          | Real Madrid B           | SDB                     | 28+6       | 20+2       | 1+2        | 7+2        | -               | -               | -               | -               | -               | -                  | -                  | -                  | -                  | -                  | -           | -           | -           | -           | -           | 34     | 22     | 3      | 9      | 64,71      | Sub. 2°     |
| 1998-1999               | Real Madrid B           | SDB                     | 38+6       | 18+1       | 10+4       | 10+1       | -               | -               | -               | -               | -               | -                  | -                  | -                  | -                  | -                  | -           | -           | -           | -           | -           | 44     | 19     | 14     | 11     | 43,18      | 2°          |
| ago.-ott. 1999          | Toledo                  | SD                      | 9          | 1          | 2          | 6          | CR              | -               | -               | -               | -               | -                  | -                  | -                  | -                  | -                  | -           | -           | -           | -           | -           | 9      | 1      | 2      | 6      | 11,11      | Eson.       |
| ott. 2003-2004          | Córdoba                 | SD                      | 33         | 11         | 10         | 12         | CR              | 1               | 0               | 0               | 1               | -                  | -                  | -                  | -                  | -                  | -           | -           | -           | -           | -           | 43     | 23     | 11     | 9      | 53,49      | Sub. 16°    |
| dic. 2005-2006          | Real Madrid B           | SD                      | 27         | 10         | 4          | 13         | -               | -               | -               | -               | -               | -                  | -                  | -                  | -                  | -                  | -           | -           | -           | -           | -           | 27     | 10     | 4      | 13     | 37,04      | Sub. 11°    |
| Totale Real Madrid B    | Totale Real Madrid B    | Totale Real Madrid B    | 105        | 51         | 21         | 33         |                 | -               | -               | -               | -               |                    | -                  | -                  | -                  | -                  |             | -           | -           | -           | -           | 105    | 51     | 21     | 33     | 48,57      |             |
| 2006-2007               | Racing Santander        | PD                      | 38         | 12         | 14         | 12         | CR              | 2               | 1               | 0               | 1               | -                  | -                  | -                  | -                  | -                  | -           | -           | -           | -           | -           | 40     | 13     | 14     | 13     | 32,50      | 10°         |
| nov. 2009-2010          | Racing Santander        | PD                      | 28         | 8          | 8          | 12         | CR              | 6               | 4               | 1               | 1               | -                  | -                  | -                  | -                  | -                  | -           | -           | -           | -           | -           | 34     | 12     | 9      | 13     | 35,29      | Sub. 16°    |
| 2010-feb. 2011          | Racing Santander        | PD                      | 22         | 5          | 7          | 10         | CR              | 2               | 1               | 0               | 1               | -                  | -                  | -                  | -                  | -                  | -           | -           | -           | -           | -           | 24     | 6      | 7      | 11     | 25,00      | Eson.       |
| Totale Racing Santander | Totale Racing Santander | Totale Racing Santander | 88         | 25         | 29         | 34         |                 | 10              | 6               | 1               | 3               |                    | -                  | -                  | -                  | -                  |             | -           | -           | -           | -           | 98     | 31     | 30     | 37     | 31,63      |             |
| 2012-2013               | Bolívar                 | A+C                     | 22+1+22    | 11+0+16    | 4+1+2      | 7+0+4      | -               | -               | -               | -               | -               | CL                 | 2                  | 1                  | 0                  | 1                  | -           | -           | -           | -           | -           | 47     | 28     | 7      | 12     | 59,57      | 3°, 1°      |
| ago.-dic. 2013          | Bolívar                 | A                       | 22         | 13         | 4          | 5          | -               | -               | -               | -               | -               | -                  | -                  | -                  | -                  | -                  | -           | -           | -           | -           | -           | 22     | 13     | 4      | 5      | 59,09      | 2º          |
| Totale Bolívar          | Totale Bolívar          | Totale Bolívar          | 67         | 40         | 11         | 16         |                 | -               | -               | -               | -               |                    | 2                  | 1                  | 0                  | 1                  |             | -           | -           | -           | -           | 69     | 41     | 11     | 17     | 59,42      |             |
| gen.-mag. 2014          | Athl. Paranaense        | A                       | 5          | 1          | 2          | 2          | -               | -               | -               | -               | -               | CL                 | 8                  | 4                  | 0                  | 4                  | -           | -           | -           | -           | -           | 13     | 5      | 2      | 6      | 38,46      | Eson.       |
| ott. 2015-apr. 2016     | Real Valladolid         | SD                      | 26         | 9          | 9          | 8          | CR              | -               | -               | -               | -               | -                  | -                  | -                  | -                  | -                  | -           | -           | -           | -           | -           | 26     | 9      | 9      | 8      | 34,62      | Sub. eson.  |
| nov.-dic. 2016          | CS Constantine          | L1                      | 4          | 0          | 2          | 2          | CA              | 1               | 1               | 0               | 0               | -                  | -                  | -                  | -                  | -                  | -           | -           | -           | -           | -           | 5      | 1      | 2      | 2      | 20,00      | Sub. dimis. |
| 2017-2018               | Delhi Dynamos           | SL                      | 18         | 5          | 4          | 9          | CI              | 1               | 0               | 0               | 1               | -                  | -                  | -                  | -                  | -                  | -           | -           | -           | -           | -           | 19     | 5      | 4      | 10     | 26,32      | 8º          |
| mag.-giu. 2018          | Granada                 | SD                      | 5          | 2          | 0          | 3          | CR              | -               | -               | -               | -               | -                  | -                  | -                  | -                  | -                  | -           | -           | -           | -           | -           | 5      | 2      | 0      | 3      | 40,00      | Sub. 10°    |
| ott. 2018               | Pune City               | SL                      | 3          | 0          | 1          | 2          | -               | -               | -               | -               | -               | -                  | -                  | -                  | -                  | -                  | -           | -           | -           | -           | -           | 3      | 0      | 1      | 2      | &0,00      | Eson.       |
| giu.-apr. 2019          | Wilstermann             | A                       | 19         | 10         | 2          | 7          | -               | -               | -               | -               | -               | CL                 | 4                  | 0                  | 2                  | 2                  | -           | -           | -           | -           | -           | 23     | 10     | 4      | 9      | 43,48      | Resc. cons. |
| giu.-mar. 2020          | Royal Pari              | PD                      | 12         | 6          | 2          | 4          | -               | -               | -               | -               | -               | -                  | -                  | -                  | -                  | -                  | -           | -           | -           | -           | -           | 12     | 6      | 2      | 4      | 50,00      | Dimis.      |
| ago.-dic. 2021          | Royal Pari              | PD                      | 18         | 9          | 3          | 6          | -               | -               | -               | -               | -               | -                  | -                  | -                  | -                  | -                  | -           | -           | -           | -           | -           | 12     | 6      | 2      | 4      | 50,00      | Sub. 5°     |
| feb. 2022               | Royal Pari              | A                       | 4          | 0          | 2          | 2          | -               | -               | -               | -               | -               | -                  | -                  | -                  | -                  | -                  | -           | -           | -           | -           | -           | 4      | 0      | 2      | 2      | &0,00      | Eson.       |
| Totale Royal Pari       | Totale Royal Pari       | Totale Royal Pari       | 34         | 15         | 7          | 12         |                 | -               | -               | -               | -               |                    | -                  | -                  | -                  | -                  |             | -           | -           | -           | -           | 34     | 15     | 7      | 12     | 44,12      |             |
| apr.-mag. 2023          | Guabirá                 | PD                      | 6          | 1          | 2          | 3          | -               | -               | -               | -               | -               | -                  | -                  | -                  | -                  | -                  | -           | -           | -           | -           | -           | 6      | 1      | 2      | 3      | 16,67      | Sub. eson.  |
| Totale carriera         | Totale carriera         | Totale carriera         | 468        | 187        | 110        | 171        |                 | 13              | 7               | 1               | 5               |                    | 14                 | 5                  | 2                  | 7                  |             | -           | -           | -           | -           | 495    | 199    | 113    | 183    | 40,20      |             |

## Palmarès

### Giocatore
- Campionato spagnolo: 1

Real Madrid: 1979-1980
- Coppa di Spagna: 1

Real Madrid: 1979-1980

### Allenatore
- Campionato boliviano: 1

Bolivar: 2013 (Clausura)